# لاورن (دهانه)
لاورن یک دهانه برخوردی در ماه‌ است.